# Coelidiana undata
Coelidiana undata är en insektsart som beskrevs av Rauno E. Linnavuori 1956. Coelidiana undata ingår i släktet Coelidiana och familjen dvärgstritar. Inga underarter finns listade i Catalogue of Life.